# 金珉基
金 珉基もしくは金 敏基（キム・ミンギ、朝鮮語: 김민기、1951年3月31日 - 2024年7月21日）は、大韓民国のシンガーソングライター、劇作家、演出家。

## 生涯
全羅北道益山出身の10人きょうだいの末っ子。1969年にソウル大学校美術大学に入学。1年生の1学期を終えた後、高校の同窓生とフォークソングデュオを結成して活動を始めた。
1971年9月に発売されたヤン・ヒウンのデビューアルバム『양희은 고운노래 모음』にキムの自作曲である「朝露」と「その日」が収録された。同年10月にはキムもアルバム『김민기』を発表し、デビューを果たした。とくに「朝露」のヤンのバージョンは広く親しまれ、1980年代の全斗煥政権下においても、民主化運動を象徴する歌として歌われ続けた。
韓国の軍事政権に抵抗した詩人・金芝河の詩を楽曲化し、1980年代の「ノレウンドン（歌運動）」に大きな影響を与えた。政府は金珉基の作品を検閲対象として、1987年9月まで流通を規制した。
1973年以降は演劇の演出にも参加し、1990年代には『地下鉄1号線』などの多数のミュージカルの製作と大学路の小劇場での演出にも手掛けた。
2021年9月22日、京畿アートセンターで「朝露50周年記念トリビュートコンサート」が行われた。チャン・ピルスン、ハン・ヨンエ、イ･ウンミら多くの歌手、ミュージシャンが参加した。「秋の手紙」、「小さな池」、「常緑樹」などキムの曲をそれぞれが歌い、最後に全員で「朝露」を歌った。
2024年7月21日に胃癌の悪化により死去した。享年73。